# Yoshikazu Okada
Yoshikazu Okada (1901 - 1974) foi um militar japonês. É o fundador da arte Mahikari. Conhecido (ou já foi chamado) pelos nomes, considerados sagrados pelos seus membros, de Kotama Okada, Ryodo, Seigyoku, Seio e atualmente de Sukuinushi-Sama (ou Sukuinushisama).

## Outros movimentos religiosos
Após o falecimento de Sukuinushi Sama (Kotama Okada), houve várias ramificações da sua entidade original pelos seus dirigentes veteranos.
- Sekai mahikari bunmei kyodam, ativa desde 1959. Fundada pelo Sr Kotama Okada e apropriada após a sua morte pelo seu braço direito Sr. Sekiguchi;
- Shin yu gen kyu sei mahikari kyodan, desde 1974;
- Sukyo mahikari, desde 1978. Pela filha adotiva e sucessora de Kotama Okada, Sra. Keyshu Okada;
- Subikari koha sekai shinda, desde 1980;
- Mahikari seiho no kai; e
- Yokoshi tomo no kai.